# Les millors obres de la literatura universal
Les millors obres de la literatura universal (MOLU), és una col·lecció de llibres de literatura universal traduïda al català, iniciativa conjunta d'Edicions 62 i de La Caixa i dirigida per Joaquim Molas, amb l'assessorament de Josep M. Castellet i Pere Gimferrer. Consta de cinquanta obres publicades entre els anys 1981 i 1986.

## Context
Si en la dècada dels anys 60 del segle xx s'havia produït la primera gran represa traductora d'obres literàries al català de la postguerra, als anys vuitanta, després d'una frenada en els anys 70, hi ha una segona empenta, amb un creixement important, i iniciatives que volen incorporar diversos gèneres, com les d'aquesta col·lecció i d'altres, com «L'Escorpí Poesia Universal. Segle XX», «Textos Filosòfics» o «Clàssics del Pensament Modern». Aparegué amb un fort suport de mecenatge, combinant l'ajuda institucional del Servei del Llibre del Departament de Cultura de la Generalitat de Catalunya i la col·laboració d'una entitat de crèdit ("la Caixa"). El 1986 es creà la col·lecció Les millors obres de la literatura universal / Segle XX, que és continuadora de la MOLU, però en literatura contemporània.

## Les obres
El gènere literari predominant de la col·lecció assenyala el desplaçament de la poesia, com a tendència catalana característica, a la novel·la: incloent-hi algun llibre d'assaig, conté 34 obres de narrativa, 9 de poesia i 7 de teatre. Les llengües de què es tradueix són limitades. De l'anglès i del francès hi ha 13 obres respectivament; de l'italià, 6; de l'alemany, 7; del rus, 7; 1 ; i només una obra del llatí, el provençal, el suec, el noruec i el gallec. En novel·la hi ha Dickens, Gògol, Manzoni, Melville, Stendhal, Tolstoi o Zola, entre molts d'altres. La dramatúrgia hi està representada amb peces d'Aretino, Ibsen, Racine, Maquiavel, Molière, von Schiller, Shakespeare o Strindberg. La poesia hi apareix bàsicament en diferents antologies (Poesia alemanya, Poesia anglesa i nord-americana, Poesia francesa, Poesia galaico-portuguesa, Poesia russa o Poesia trobadoresca), així com en grans peces poètiques (com l'Orland furiós i la Divina comèdia). Més de la meitat dels títols publicats (concretament 27) corresponen a obres escrites durant el segle xix.

## Les traduccions
Una de les característiques d'aquesta biblioteca són les notables traduccions que ofereix. En efecte, conté traduccions dels millors experts catalans, però també de grans escriptors. Així inclou la versió de Josep M. de Sagarra de la Divina Comèdia o la de Pere Gimferrer de La cartoixa de Parma.

## Llista d'obres
1. Novel·les i contes de Alexandr S. Puixkin, traducció de Rudolf Jan Slaby (1981).
2. Comèdies burlesques de Molière, traducció de Josep Carner (1981).
3. Els promesos d'Alessandro Manzoni, traducció de Maria Antònia Salvà i Ripoll, revisada per Francesc Vallverdú (1981).
4. Novel·les i narracions romàntiques, amb obres de Novalis i de Heinrich von Kleist, traduccions de Joan Maragall, Ernest Martínez i Manuel Carbonell (1981).
5. Els Viatges de Gulliver de Jonathan Swift, traducció de J. Ferran i Mayoral (1981).
6. Nostra Senyora de París de Victor Hugo, traducció de R. Folch i Capdevila (1981).
7. Niuada de gentilhomes d'Ivan Turguénev, traducció d'Olga Savarin i Enric Palau (1981).
8. La cartoixa de Parma de Stendhal, traducció de Pere Gimferrer (1981).
9. Nana d'Émile Zola, traducció de Miquel Martí i Pol (1981)[5]
10. Elogi de la follia d'Erasme de Rotterdam, traducció de Jaume Medina (1982).
11. Moll Flanders de Daniel Defoe, traducció de Miquel Desclot (1982).
12. Contes filosòfics de Voltaire, traduccions de Carles Soldevila, C. A. Jordana i Pere Gimferrer, i presentació de Carles Pujol (1982).
13. Les il·lusions perdudes d'Honoré de Balzac, traducció de Jaume Fuster i presentació de Gabriel Oliver Coll (1982).
14. Poesia trobadoresca. A cura Lola Badia, versions d'Alfred Badia i Gabarró (1982, 2a ed. 1987)
15. Teatre de William Shakespeare, traducció de Magí Morera, revisada per Josep Vallverdú (1982).
16. L'estepa i altres narracions d'Anton Txékhov, traduccions d'Andreu Nin, Maria Antònia Oliver i Ricard Sanvicente (1982).
17. Temps difícils de Charles Dickens, traducció de Ramon Folch i Camarasa (1982).
18. L'idiota de Fiódor Dostoievski, traducció de Josep M. Güell (1982).
19. El talismà de Walter Scott, traducció de Carles Capdevila (1982).
20. L'educació sentimental de Gustave Flaubert, traducció de Pere Gimferrer i Miquel Martí i Pol (1982).[6]
21. Orland Furiós de Ludovico Ariosto, traducció de Bonaventura Vallespinosa (en dos volums) (1983).
22. Jude l'obscur de Thomas Hardy, traducció de Quim Monzó (1983).
23. Teatre de Friedrich von Schiller, traducció d'Artur Quintana, Joana Valls i Jaume Creus (1983).
24. Silas Marner de George Eliot, traducció de Josep Carner (1983).
25. Quadres de viatges de Heinrich Heine, traducció de Joan Fontcuberta (1983).
26. Guerra i pau de Lev Tolstoi, traducció de Carles Capdevila (1983, en dos volums).
27. Així parlà Zaratustra de Friedrich Wilhelm Nietzsche, traducció de Manuel Carbonell (1983).
28. Poesia Russa (antologia), a cura d'Elena Vidal i Miquel Desclot (1983).
29. Tragèdies de Jean Racine, traduccions de Joaquim Ruyra i Miquel Martí i Pol (1983).[7]
30. Moby Dick de Herman Melville, traducció de Maria Antònia Oliver (1984).
31. Les ànimes mortes de Nikolai Gógol, traducció de Josep M. Güell (1984).
32. Poesia alemanya (antologia), a cura de Feliu Formosa (1984).
33. Tom Jones de Henry Fielding, traducció de Joaquim Mallafrè i Gavaldà (1984, en dos volums).
34. Assaigs de Michel de Montaigne, traducció d'Antoni-Lluc Ferrer (1984).
35. Decameró de Giovanni Boccaccio, traducció de Francesc Vallverdú (1984, en dos volums).
36. Poesia galaico-portuguesa (antologia), a cura de Josep M. Llompart (1984).
37. Memòries (selecció) de Louis de Rouvroy, Duc de Saint-Simon, traducció de Joan Casas (1984).
38. La fira de les vanitats de William Thackeray, traducció de Jordi Arbonès (1984, en dos volums).
39. Teatre, amb obres de Georg Büchner i Imre Madách, traduccions de Carme Serrallonga, Balázs Déri i Jordi Parramon (1985).
40. Poesia italiana (antologia), a cura de Narcís Comadira (1985).
41. Anys d'aprenentatge de Wilheim Meister de Johann Wolfgang von Goethe, traducció de Josep Morgades (1985).
42. Les confessions de Jean-Jacques Rousseau, traducció de Jaume Fuster i Joan Casas (1985).
43. La princesa Casamassima de Henry James, traducció de Marta Pera i Cucurell (1985).
44. Poesia francesa (antologia), a cura d'Alain Verjat (1985).
45. Teatre del Renaixement, amb obres de Maquiavel, Pietro Aretino, Ruzante i Giordano Bruno, traduccions de Montserrat Puig, Francesc Vallverdú i Jaume Fuster (1985).
46. Gargantua i Pantagruel de François Rabelais, traducció de Miquel Àngel Sánchez Férriz (1985).
47. Teatre, amb obres de Henrik Ibsen i August Strindberg, traduccions de Jem Cabanes (1985).
48. Poesia anglesa i nord-americana (antologia), a cura de Francesc Parcerisas (1985).
49. La lletra escarlata de Nathaniel Hawthorne, traducció d'Antoni Rovira i Virgili (1985).
50. Divina Comèdia de Dante Alighieri, traducció de Josep M. de Sagarra (1986).